# ZŠK Građanski 1911
Zagrebački Građanski Športski klub 1911 (ZŠK Građanski 1911), nadimak "Elferi", osnovan je u Zagrebu potkraj 1929. godine. Klub su osnavali stariji igrači koji su privremeno napustili 1. hrvatski građanski športski klub Zagreb. Klub je prestao djelovati 1930. godine.

## Natjecanje i uspjesi
Klub je u svojoj kratkoj povijesti odigrao samo nekoliko prijateljskih utakmica i bio je član Zagrebačkog nogometnog podsaveza.

## Zanimljivosti
Klub su osnovali stariji igrači Građanskog prvenstveno zbog nezadovoljstva igrom mlađih, neiskusnih nogometaša koji su gubili utakmice s najvećim rivalima. No, i "Građanski 1911" je bio poražen od najvećeg gradskog rivala HAŠK-a 17. prosinca 1929. godine rezultatom 5:2.

## Značajni igrači
- Emil Perška
- Rudolf Hitrec
- Maksimilijan Mihelčič
- Franjo Mantler
- Gustav Remec